# Satélites de Netuno

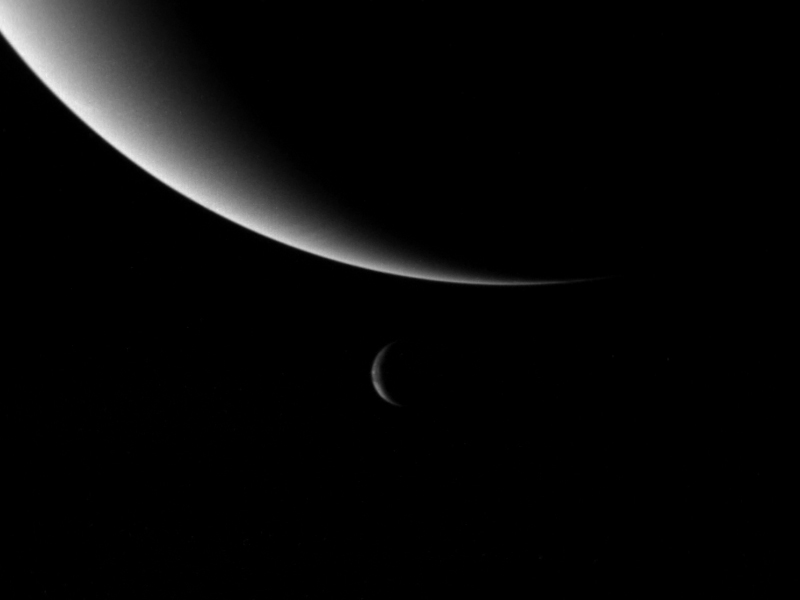
Netuno (topo) e Tritão (embaixo), três dias após o sobrevoo da Voyager 2.

Netuno é um planeta do sistema solar, com 16 satélites naturais (14 são nomeados) conhecidos. O maior é de longe Tritão, descoberto por William Lassell em 10 de outubro de 1846, 17 dias após a descoberta do planeta. Mais de um século passou até a descoberta da segunda lua, Nereida. Os satélites de Netuno são nomeados a partir de personagens da mitologia grega ou romana relacionados com o oceano ou Netuno (Poseidon).
Ao contrário de todas as grandes luas dos planetas do Sistema Solar, Tritão é um satélite irregular, pois sua órbita é retrógrada em relação à rotação de Netuno e inclinada com o equador do planeta, o que sugere que tenha sido gravitacionalmente capturado por ele. O segundo maior satélite irregular no Sistema Solar, a lua de Saturno Febe, tem apenas 0,03% da massa de Tritão. Tritão é massivo o suficiente para obter equilíbrio hidrostático e manter uma fina atmosfera capaz de formar nuvens e névoa. Tanto sua atmosfera quanto sua superfície são compostas principalmente por nitrogênio com pequenas quantidades de metano e monóxido de carbono. A superfície de Tritão é relativamente jovem, e foi provavelmente modificada por processos internos nos últimos milhões de anos. A temperatura em sua superfície é de cerca de 38 K (−235 °C).
Dentro da órbita de Tritão há sete satélites regulares, que têm órbitas prógradas e pouco inclinadas com o equador de Netuno. Alguns desses satélites orbitam perto dos anéis do planeta. O maior desse grupo é Proteu. Netuno também tem seis satélites irregulares externos, incluindo Nereida, cujas órbitas são inclinadas e estão muito mais afastadas do planeta. Os dois satélites mais externos, Psámata e Neso, têm as maiores órbitas entre os satélites naturais conhecidos no Sistema Solar.

## Descoberta e nomeação

### Descoberta

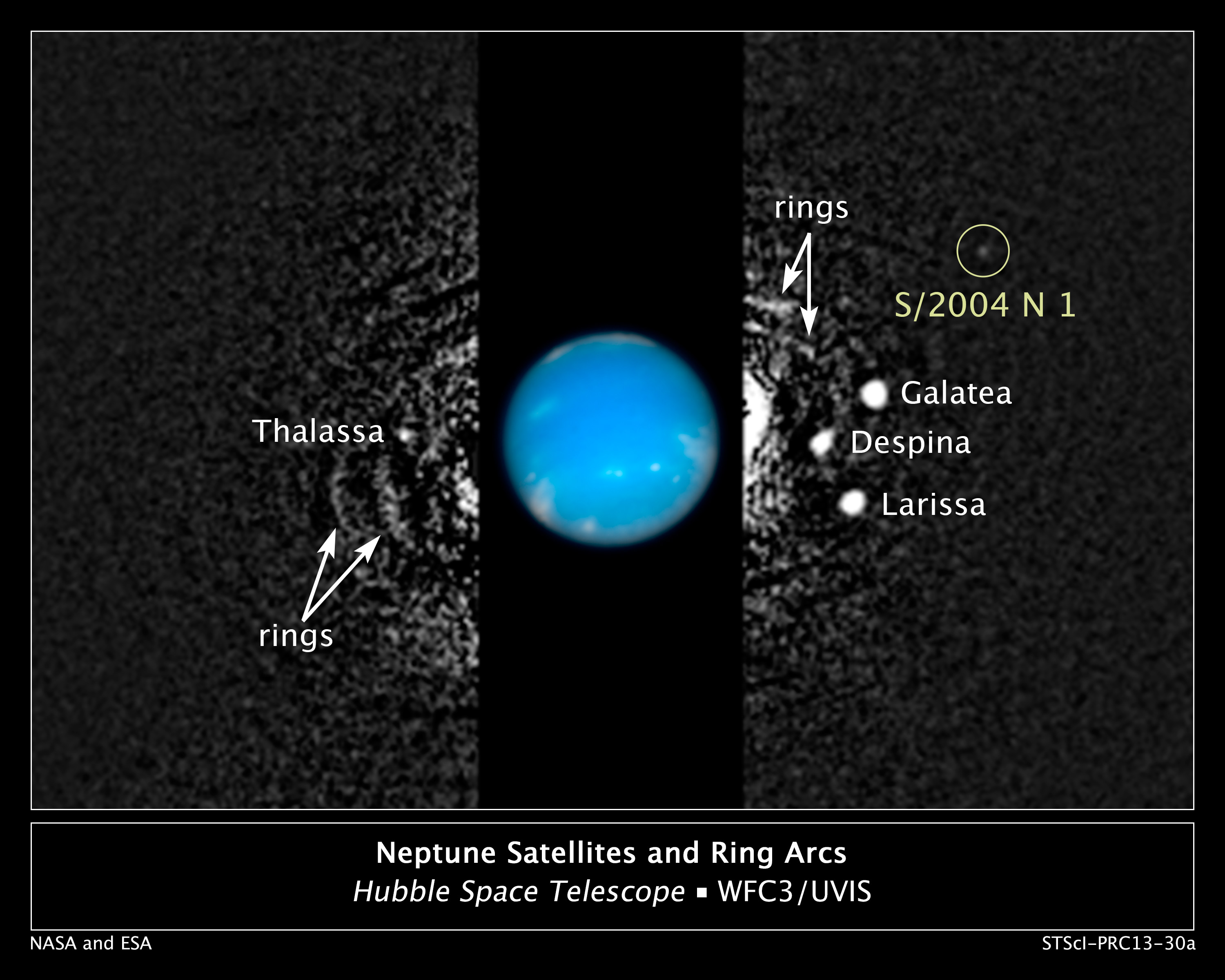
Imagem composta do Telescópio Espacial Hubble que permitiu a descoberta de S/2004 N1 (o planeta Netuno na imagem foi colocado como referência)

Tritão foi descoberto por William Lassell em 1846, apenas 17 dias depois da descoberta de Netuno. Nereida foi descoberta por Gerard P. Kuiper em 1949. A terceira lua a ser descoberta, Larissa, foi observada pela primeira vez por Harold J. Reitsema, William B. Hubbard, Larry A. Lebofsky e David J. Tholen em 24 de maio de 1981, quando eles estavam observando uma estrela perto de Netuno, em busca de anéis como os de Urano, descobertos quatro anos mais cedo.
Nenhuma outra lua foi achada até o sobrevoo de Netuno pela sonda Voyager 2 em 1989, que descobriu cinco luas internas: Náiade, Talassa, Despina, Galateia e Proteu. A partir de 2001, observações dos arredores de Netuno utilizando grandes telescópios terrestres permitiram encontrar cinco novos satélites, totalizando treze. Essas foram Halimede, Sao, Psámata, Laomedeia e Neso. Uma sexta lua foi também encontrada em 2002, mas não foi localizada posteriormente, possivelmente tratando-se de um asteroide centauro, embora seu movimento observado naquele curto período levantasse suspeitas de se tratar de fato de um satélite, cujo diâmetro seria de pouco mais de trinta quilômetros. Em 2013, uma análise de imagens tiradas pelo Telescópio Espacial Hubble entre 2004 e 2009 levou à descoberta de Hipocampo, aumentando o total de luas confirmadas para catorze.

### Nomes
Satélites de Netuno recebem nomes de personagens da mitologia grega ou romana associados com o oceano ou com Netuno (Poseidon). Tritão recebeu o nome do deus marinho Tritão, filho de Poseidon. Ele não recebeu um nome oficial até o século XX. O nome "Tritão" foi sugerido por Camille Flammarion em seu livro de 1880 Astronomie Populaire, mas não entrou em uso comum até a década de 1930. Antes disso ele era conhecido simplesmente como "o satélite de Netuno". Nereida foi nomeada a partir de uma classe de seres aquáticos de mesmo nome, e as outras luas irregulares externas e Galateia receberam o nome de nereidas específicas. O nome das outras luas vem de personagens mitológicos associados com o oceano.
Dois asteroides compartilham o mesmo nome com luas de Netuno: 74 Galatea e 1162 Larissa.

## Características e grupos
Os satélites de Netuno podem ser divididos em dois grupos: regulares e irregulares. O primeiro grupo é composto pelos sete satélites internos, que seguem órbitas prógradas pouco excêntricas e inclinadas. O segundo grupo inclui todas as outras luas incluindo Tritão. As luas irregulares seguem órbitas mais distantes de Netuno, com uma alta excentricidade e inclinação; a única exceção é Tritão, que orbita perto do planeta com uma órbita quase circular, porém retrógrada.

### Satélites regulares
Em ordem de distância a Netuno, os satélites regulares são Náiade, Talassa, Despina, Galateia, Larissa, Hipocampo e Proteu. Hipocampo é o menor satélite de todo o sistema netuniano, enquanto Proteu é o segundo maior. Observações pelo Telescópio Espacial Hubble, que levaram à descoberta de Hipocampo, podem excluir a presença de luas interiores a Proteu com mais de metade do brilho de Hipocampo, e de luas a até 200 000 km com mais de 30% do brilho de Hipocampo.
As luas internas estão associadas com os anéis de Netuno. Os dois satélites mais internos, Náiade e Talassa, orbitam entre o anel Galle e LeVerrier. Despina pode ser um satélite pastor do anel LeVerrier, uma vez que sua órbita se situa dentro do anel. O próximo satélite, Galateia, orbita dentro do anel mais proeminente, o anel Adams. Esse anel é muito estreito, com uma largura de até 50 km, e tem cinco brilhantes arcos. A gravidade de Galateia ajuda a confinar as partículas do anel em uma região limitada, mantendo o anel fino. Várias ressonâncias entre as partículas do anel e Galateia também podem ter tido um papel em manter os arcos.
Somente Larissa e Proteu foram fotografados com uma resolução suficiente para determinar a forma e características da superfície. Larissa, com cerca de 200 km de diâmetro, é alongado. Proteu não é muito alongado, mas não é esférico. Com cerca de 400 km de diâmetro, ele é maior que a lua de Saturno Mimas, que é esférica. Essa diferença pode existir devido a um rompimento colisional de Proteu no passado. A superfície de Proteu tem muitas crateras e mostra algumas formações lineares. Sua maior cratera, Pharos, tem mais de 150 km de diâmetro.
Todos os satélites internos de Netuno são objetos escuros: seu albedo geométrico varia entre 7 e 10%. Análises espectrais indicam uma composição de gelo de água e algum material muito escuro, provavelmente compostos orgânicos complexos. Nesse aspecto, eles são similares aos satélites internos de Urano.

### Satélites irregulares

Esse diagrama demonstra as órbitas dos satélites irregulares de Netuno, excluindo Tritão. A excentricidade é representada pelos segmentos amarelos se estendendo do periastro ao apoastro, com a inclinação representada pelo eixo vertical. Acima do eixo horizontal estão os satélites prógrados, e abaixo dele estão os retrógrados. O eixo horizontal representa a distância a Netuno (em gigametros) e a fração do raio da esfera de Hill.

Em ordem de distância a Netuno, os satélites irregulares são Tritão, Nereida, Halimede, Sao, Laomedeia, Neso e Psámata, um grupo que inclui objetos prógrados e retrógrados. As cinco luas mais externas são similares às luas irregulares dos outros planetas gigantes, e acredita-se que sejam objetos capturados gravitacionalmente por Netuno, ao contrário dos satélites regulares, que provavelmente se formaram na sua posição atual.
Tritão segue uma órbita retrógrada e quase circular, e possivelmente é um objeto capturado. Foi o segundo satélite conhecido no Sistema Solar a ter uma atmosfera significativa descoberta, que é composta primariamente por nitrogênio com pequenas quantidades de metano e monóxido de carbono. A pressão na superfície é de cerca de 14 μbar. Em 1986 a sonda Voyager 2 observou possíveis nuvens e névoa na fina atmosfera. Tritão é uns dos corpos mais gelados no Sistema Solar, com uma temperatura superficial de 38 K (−235,2 °C). Sua superfície é coberta por gelo de nitrogênio, metano, dióxido de carbono e água e tem um alto albedo geométrico de mais de 70%. O albedo de Bond é ainda maior, chegando a 90%. Acidentes geográficos incluem uma grande calota polar no sul, velhas planícies com crateras cortadas por grabens e escarpas, assim como formações recentes provavelmente geradas por processos endógenos como criovulcanismo. Observações da Voyager 2 revelaram vários gêisers na calota polar aquecidos pelo Sol, que lançam plumas a uma altura de 8 km. Tritão tem uma densidade relativamente alta de 2 g/cm3, indicando que rochas constituem cerca de dois terços de sua massa, e gelos (principalmente gelo de água) o terço restante. Pode haver uma camada de água líquida profunda no interior de Tritão, formando um oceano subterrâneo.
Nereida é o terceiro maior satélite de Netuno. Tem uma órbita prógrada porém muito excêntrica e acredita-se que tenha sido no passado um satélite regular que mudou para sua órbita atual através de interações gravitacionais durante a captura de Tritão. Análises espectroscópicas detectaram gelo de água em sua superfície. Nereida apresenta grandes variações irregulares em seu brilho, que provavelmente são causadas por precessão forçada ou rotação caótica junto com uma forma alongada e pontos brilhantes ou escuros na superfície.
Entre os outros satélites irregulares, Sao e Laomedeia seguem órbitas prógradas, enquanto Halimede, Psámata e Neso seguem órbitas retrógradas. Devido à similaridade entre suas órbitas, foi sugerido que Neso e Psámata podem ter tido origem comum na quebra de uma lua maior. Psámata e Neso têm as maiores órbitas de qualquer satélite natural descoberto no Sistema Solar. Eles levam cerca de 25 anos para orbitar Netuno a uma distância média de 125 vezes a distância entre a Terra e a Lua. Netuno tem a maior esfera de Hill no Sistema Solar, principalmente devido a sua grande distância ao Sol, que permite manter controle de luas tão distantes. Entretanto, o satélite de Júpiter S/2003 J 2 orbita a uma distância percentual maior do que o raio da esfera de Hill primário de todos os satélites do Sistema Solar. Os satélites jupiterianos nos grupos de Carme e Pasife também orbitam a uma porcentagem maior do seu respectivo raio da esfera de Hill do que Psámata e Neso.

## Formação
A distribuição de massa no sistema netuniano é a mais desigual de todos os grupos de satélites no Sistema Solar. Uma lua, Tritão, compõe quase toda a massa do sistema, com as outras luas compreendendo juntas apenas cerca de 0,3%. Isso sugere que Tritão foi capturado bem depois da formação do sistema de satélites original de Netuno, muito do qual seria destruído no processo de captura.

A distribuição de massa no sistema netuniano.

A órbita de Tritão durante a captura seria muito excêntrica, e teria causado perturbações nas órbitas dos satélites internos originais de Netuno, causando colisões que os reduziriam a um disco de detritos. Isso significa que é provável que os satélites internos atuais de Netuno não sejam os corpos originais que se formaram junto com Netuno. Apenas depois da estabilização da órbita de Tritão é que alguns dos detritos puderam passar por acreção, formando as luas atuais. É possível que essa grande perturbação seja a razão pela qual o sistema de satélites de Netuno não siga a relação de massa 10 000:1 entre o planeta e todos seus satélites, como visto nos outros gigantes gasosos.
O mecanismo da captura de Tritão tem sido discutido em várias teorias. Uma delas sugere que Tritão foi capturado em um encontro de três corpos. Nesse cenário, Tritão é o membro sobrevivente de um objeto binário do cinturão de Kuiper destruído no encontro com Netuno.
Simulações numéricas mostram que há uma probabilidade de 41% de que Halimede tenha colidido com Nereida em algum momento no passado. Embora não se saiba se houve alguma colisão, as duas luas têm cores similares (cinza), sugerindo que Halimede é um fragmento de Nereida. Também já foi proposto que Hipocampo se formou a partir de detritos lançados por um grande impacto em Proteu.

## Tabela
Os satélites de Netuno estão listados aqui por período orbital, do menor para o maior. Satélites irregulares retrógrados estão marcados em vermelho e os prógrados em azul.
| Ordem | Número      | Nome      | Imagem | Diâmetro (km)                         | Massa (×1016 kg) | Semieixo maior (km) | Período orbital (d) | Inclinação (°) | Excentricidade | Ano de descoberta | Descobridor                                                     |
| ----- | ----------- | --------- | ------ | ------------------------------------- | ---------------- | ------------------- | ------------------- | -------------- | -------------- | ----------------- | --------------------------------------------------------------- |
| 1     | Netuno III  | Náiade    |        | 66 (96 × 60 × 52)                     | 19               | 48 227              | 0,294               | 4,691          | 0,0003         | 1989              | Voyager Science Team                                            |
| 2     | Netuno IV   | Talassa   |        | 82 (108 × 100 × 52)                   | 35               | 50 074              | 0,311               | 0,135          | 0,0002         | 1989              | Voyager Science Team                                            |
| 3     | Netuno V    | Despina   |        | 150 (180 × 148 × 128)                 | 210              | 52 526              | 0,335               | 0,068          | 0,0002         | 1989              | Voyager Science Team                                            |
| 4     | Netuno VI   | Galateia  |        | 176 (204 × 184 × 144)                 | 212              | 61 953              | 0,429               | 0,034          | 0,0001         | 1989              | Voyager Science Team                                            |
| 5     | Netuno VII  | Larissa   |        | 194 (216 × 204 × 168)                 | 460              | 73 548              | 0,555               | 0,205          | 0,0014         | 1981              | H. Reitsema, W. Hubbard, L. Lebofsky, e D. J. Tholen            |
| 6     | Netuno XIV  | Hipocampo |        | 34                                    | 5                | 105 283             | 0,936               | 0,064          | 0,0005         | 2013              | M. Showalter et al                                              |
| 7     | Netuno VIII | Proteu    |        | 420 (436 × 416 × 402)                 | 4 400            | 117 646             | 1,122               | 0,075          | 0,0005         | 1989              | Voyager Science Team                                            |
| 8     | Netuno I    | Tritão    |        | 2 705,2 ± 4,8 (2 709 × 2 706 × 2 705) | 2 140 800 ± 5200 | 354 759             | 5,877               | 156,865        | 0,0000         | 1846              | W. Lassell                                                      |
| 9     | Netuno II   | Nereida   |        | 340 ± 50                              | 2 700            | 5 513 818           | 360,136             | 7,090          | 0,7507         | 1949              | G.P. Kuiper                                                     |
| 10    | Netuno IX   | Halimede  |        | ~62                                   | 16               | 16 611 000          | 1 879,08            | 112,712        | 0,2646         | 2002              | M. Holman, J. Kavelaars, T. Grav, W. Fraser, e D. Milisavljevic |
| 11    | Netuno XI   | Sao       |        | ~44                                   | 6                | 22 228 000          | 2 912,72            | 53,483         | 0,1365         | 2002              | M. Holman, J. Kavelaars, T. Grav, W. Fraser, e D. Milisavljevic |
| 12    | Netuno XII  | Laomedeia |        | ~42                                   | 5                | 23 567 000          | 3 171,33            | 37,874         | 0,3969         | 2002              | M. Holman, J. Kavelaars, T. Grav, W. Fraser, e D. Milisavljevic |
| 13    | Netuno X    | Psámata   |        | ~40                                   | 4                | 48 096 000          | 9 074,30            | 126,312        | 0,3809         | 2003              | S.S. Sheppard, D.C. Jewitt, e J. Kleyna                         |
| 14    | Netuno XIII | Neso      |        | ~60                                   | 15               | 49 285 000          | 9 740,73            | 136,439        | 0,5714         | 2002              | M. Holman, J. Kavelaars, T. Grav, W. Fraser, e D. Milisavljevic |